# Federația Internațională a Planificării Familiale
IPPF- International Planned Parenthood Federation (Federația Internațională de Planificare a Familiei)
Este o organizație non-guvernamentală globală creată cu scopul de a promova sănătatea sexuală și reproductivă, de a susține planificarea familială. A fost fondată în India, Bombey, în anul 1952 iar acum este formată din peste 149 de Asociații Membre care lucrează în peste 189 țări. IPPF este organizată pe 6 regiuni.
În Romania membru asociat al IPPF este SECS Arhivat în 11 octombrie 2007, la Wayback Machine., iar in Republica Moldova e SPFM.